# Філандарі
Філандарі (італ. Filandari, сиц. Hjalandari) — муніципалітет в Італії, у регіоні Калабрія, провінція Вібо-Валентія.
Філандарі розташоване на відстані близько 480 км на південний схід від Рима, 60 км на південний захід від Катандзаро, 8 км на південний захід від Вібо-Валентії.
Населення — 1856 осіб (2014).
Щорічний фестиваль відбувається 17 липня. Покровитель — Santa Marina Vergine.

## Демографія
Населення за роками:

Станом на 1 січня 2023 року в муніципалітеті офіційно проживало 36 іноземців з 8 країн, серед них 14 громадян країн Євросоюзу та 2 громадяни України.

## Сусідні муніципалітети
- Чессаніті
- Йонаді
- Мілето
- Ромбіоло
- Сан-Калоджеро
- Вібо-Валентія
- Цунгрі